# Pseudenargia
Pseudenargia is een geslacht van vlinders van de familie uilen (Noctuidae), uit de onderfamilie Hadeninae.

## Soorten
- P. regina Staudinger, 1891
- P. troodosi Svendsen, Nilsson & Fibiger, 1999
- P. ulicis (Staudinger, 1859)